# Liste der Monuments historiques in Ferreux-Quincey
Die Liste der Monuments historiques in Ferreux-Quincey führt die Monuments historiques in der französischen Gemeinde Ferreux-Quincey auf.

## Liste der Immobilien
| Bezeichnung         | Beschreibung | Standort                           | Kennzeichnung | Schutzstatus | Datum     | Bild           |
| ------------------- | --- | ---------------------------------- | ------------- | ------------ | --------- | -------------- |
| Kloster Le Paraclet | Benediktinerinnenkloster, 1130 von Heloisa gegründet, nach der Französischen Revolution aufgelöst und teilweise abgebrochen; erhalten: Konventsgebäude, 18. Jahrhundert, drei Scheunen und ein Taubenturm, 17. Jahrhundert, Kapelle und Denkmal für Abaelard und Heloisa (mit älterer Krypta), 20. Jahrhundert; auch auf dem Gebiet von Saint-Aubin | Quincey, westlich des Ortes (Lage) | PA00078111    | Inscrit      | 1925 1995 | weitere Bilder |

## Liste der Objekte
| Bezeichnung | Beschreibung                   | Standort                                | Kennzeichnung | Schutzstatus | Datum | Bild |
| ----------- | ------------------------------ | --------------------------------------- | ------------- | ------------ | ----- | ---- |
| Lesepult    | Schmiedeeisen, 18. Jahrhundert | Quincey, in der Kirche St-Martin (Lage) | PM10000812    | Classé       | 1959  |      |